# Kris Humphries
Kristopher Nathan Humphries (6 de fevereiro de 1985), mas conhecido como Kris Humphries  é um jogador de basquete norte-americano.Atua pela equipe do Atlanta Hawks.

## Carreira
Antes de se tornar jogador de basquete, Humphries foi nadador. Quando ele tinha 10 anos, ele chegou a bater alguns dos recordes nacionais para a sua idade. E olha que ele competia com ninguém menos que Michael Phelps e Ryan Lochte.
Mesmo com esses concorrentes de peso, Humphries teve o recorde nacional em seis eventos diferentes: 50 e 100m livre, 50m borboleta, 50m costas, 50m peito e 200m medley. Segundo o próprio, um dos motivos para ele deixar as piscinas foi a ‘falta de competitividade', e Michael Jordan.
Em uma entrevista a revista People em 2013, ele disse: "Eu era tão bom naquela época que meio que me cansei. E eu também cresci na era Michael Jordan. Então, para mim, o grande desafio era estar dentro das quadras. É difícil manter o foco quando você é tão novo. Depois, acabei escolhendo mesmo o basquete".

## Vida familiar
Em maio de 2011 o jogador ficou noivo da socialite e estrela de reallity show americano Kim Kardashian depois de apenas seis meses de namoro. Casaram em 20 de agosto de 2011, apenas 72 dias depois do casamento Kim Kardashian pediu o divórcio. Eles se divorciaram oficialmente em 2013.

## Estatísticas

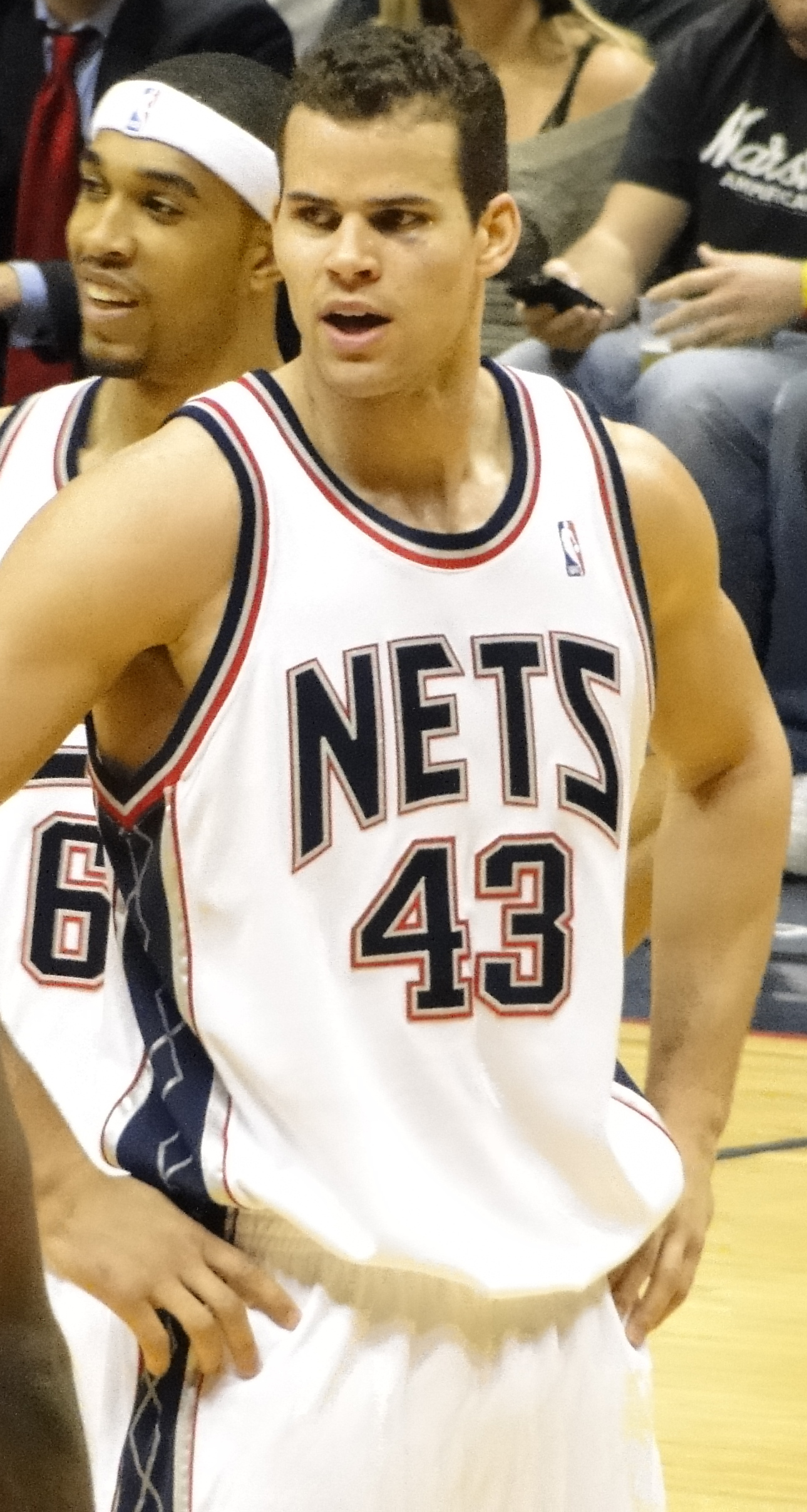
Humphries, en su etapa con los Nets.

### Temporada regular
| Ano     | Equipe     | PJ  | PT  | MPP  | %TC  | %3P  | %TL  | RPP  | APP | ROB | TPP | PPP  |
| ------- | ---------- | --- | --- | ---- | ---- | ---- | ---- | ---- | --- | --- | --- | ---- |
| 2004-05 | Utah       | 67  | 4   | 13.0 | .404 | .333 | .436 | 2.9  | .6  | .4  | .3  | 4.1  |
| 2005-06 | Utah       | 62  | 2   | 10.0 | .379 | .000 | .523 | 2.5  | .5  | .4  | .3  | 3.0  |
| 2006-07 | Toronto    | 60  | 2   | 11.2 | .470 | –    | .671 | 3.1  | .3  | .2  | .3  | 3.8  |
| 2007-08 | Toronto    | 70  | 0   | 13.2 | .483 | .000 | .605 | 3.7  | .4  | .4  | .4  | 5.7  |
| 2008-09 | Toronto    | 29  | 0   | 9.1  | .422 | –    | .792 | 2.4  | .3  | .3  | .2  | 3.9  |
| 2009-10 | Dallas     | 25  | 0   | 12.6 | .461 | –    | .568 | 3.8  | .3  | .3  | .4  | 5.2  |
| 2009-10 | New Jersey | 44  | 0   | 20.6 | .433 | .000 | .699 | 6.4  | .6  | .7  | .8  | 8.1  |
| 2010-11 | New Jersey | 74  | 44  | 27.9 | .527 | .000 | .665 | 10.4 | 1.1 | .4  | 1.1 | 10.0 |
| 2011-12 | New Jersey | 62  | 62  | 34.9 | .481 | .000 | .752 | 11.0 | 1.5 | .8  | 1.2 | 13.8 |
| 2012-13 | Brooklyn   | 65  | 21  | 18.3 | .448 | .000 | .789 | 5.6  | 0.5 | 0.2 | 0.5 | 5.8  |
| 2013-14 | Boston     | 46  | 10  | 19.1 | .502 | .000 | .866 | 5.7  | 1.0 | 0.4 | 0.9 | 7.6  |
| 2014-15 | Washington | 64  | 17  | 21.0 | .473 | .000 | .744 | 6.5  | .9  | .5  | .4  | 8.0  |
| 2015-16 | Washington | 28  | 14  | 16.6 | .405 | .343 | .935 | 4.1  | .6  | .1  | .5  | 6.4  |
| 2015-16 | Phoenix    | 4   | 3   | 18.5 | .278 | .300 | .750 | 8.0  | 1.8 | .8  | .5  | 7.3  |
| 2015-16 | Atlanta    | 21  | 0   | 14.0 | .465 | .258 | .711 | 3.4  | .6  | .5  | .3  | 6.4  |
| Total   | Total      | 744 | 199 | 18.2 | .466 | .269 | .696 | 5.5  | .7  | .4  | .6  | 6.8  |

### Playoffs
| Ano   | Equipe     | PJ | PT | MPP  | %TC   | %3P  | %TL   | RPP | APP | ROB | TPP  | PPP |
| ----- | ---------- | -- | -- | ---- | ----- | ---- | ----- | --- | --- | --- | ---- | --- |
| 2007  | Toronto    | 6  | 0  | 11.5 | .333  | –    | .375  | 2.8 | 0.2 | 0.2 | 0.3  | 1.5 |
| 2008  | Toronto    | 3  | 0  | 0.7  | .000  | –    | .000  | 0.0 | 0.0 | 0.0 | 0.0  | 0.0 |
| 2013  | Brooklyn   | 7  | 0  | 11.9 | .452  | –    | .429  | 3.3 | 0.1 | 0.1 | '0.4 | 4.4 |
| 2015  | Washington | 1  | 0  | 5.0  | 1.000 | .000 | .000  | 3.0 | .0  | .0  | .0   | 2.0 |
| 2016  | Atlanta    | 4  | 0  | 14.0 | .464  | .500 | 1.000 | 6.0 | 1.0 | .5  | 1.3  | 9.3 |
| Total | Total      | 21 | 0  | 10.2 | .449  | .500 | .571  | 3.2 | .3  | .2  | .5   | 3.8 |